# 三島由紀夫：人間四幕
《三島由紀夫：人間四幕》（英語：Mishima: A Life in Four Chapters）是一部1985年上映的美國日本傳記藝術電影，改編自日本小說家三島由紀夫的生平和文學作品，該片由保羅·許瑞德執導，劇本由他的兄弟萊納德·施拉德和倫納德的妻子切克·施拉德負責。法蘭西斯·柯波拉和喬治·盧卡斯擔任該電影的執行製片人，菲利普·葛拉斯擔任配樂，而石岡瑛子擔任美術設計
。電影將三島的生活片段與他的作品《金閣寺》、《镜子之家》和《奔馬》中的片段交織在一起。
該片為首部由日本演員以「日本語」正式演出的日美合拍電影，被認為是具有開創性的突破，並於1985年10月4日於美國、歐洲等地上映，儘管在票房表現不佳，但它在1985年第38屆坎城影展上獲得了最佳藝術貢獻獎，引起了各方的廣泛反響，起初，該片計劃在日本以「MISHIMA ――11月25日・快晴」的標題上映，但由於三島的孀婦平岡瑤子反對該片中對三島的同性描寫，以及日本右翼团体的抗議使電影最終未在當地上映。至今在日文仍未發行過錄影帶或DVD版本。

## 劇情大綱
1970年11月25日，在三島由紀夫生命中的最後一天。三島正在完成一份手稿，穿上為自己設計的軍服後，與他的私人軍隊「楯之會」的四名追隨者見面。
在強調過去生活的回顧中，觀眾看到三島從一個體弱多病的小男孩，成長為戰後日本最受讚譽的作家之一的過程，儘管他對男子氣概的性偏離和體育文化的軍國主義痴迷。使得他對現代日本的經濟物質主義的厭惡使他轉向極端的傳統主義。他因而建立了自己的私人軍隊，並宣布恢復皇帝為政府首腦。
在傳記部分與三島的小說情節交織在一起：在《金閣寺》中，一位口吃的求道者放火燒毀了鹿苑寺，僅因他在看到寺廟的美麗時感到自卑。《鏡子之家》描繪了一位中年婦女和她負債累累的年輕情人之間的虐戀。在《奔馬》中，一群年輕的狂熱民族主义者未能推翻政府，其領導人隨後自殺。電影則以戲劇化、框架故事和閃回分割成四個章節，分別是「美（beauty、金閣寺）」、「藝術（art、鏡子之家）」、「行動（action、奔馬）」、「文武兩道（harmony of pen and sword）」。。
在電影的高潮，三島及其追隨者劫持一名自衛隊將軍。他向駐軍士兵發表演講，請他們與他一起努力恢復皇帝的國家主權，然而，他的演講基本上被忽視和嘲笑。三島隨後返回將軍辦公室，最終切腹自殺身亡。

## 演員
倒敘
- 緒形拳 飾 三島由紀夫（24 - 45歳）
- 利重剛（日语：利重剛） 飾 三島由紀夫（18 - 19歳）
- 長原雪 飾 三島由紀夫（5歳）
- 相澤雅人 飾 三島由紀夫（9 - 14歳）
- 大谷直子 飾 三島的母親・平岡倭文重（日语：平岡倭文重）
- 加藤治子 飾 三島的祖母・平岡夏（日语：平岡なつ）
- 小林久三（日语：小林久三） 飾 文學者朋友
- 北詰友樹（日语：北詰友樹） 飾 舞者友人・美輪明宏
- 新井康弘（日语：新井康弘） 飾 新聞記者
- 細川俊夫（日语：細川俊夫） 飾 《鹿鳴館》製作人
- 水野洋介 飾 《憂國（日语：憂国）》製作人・ 藤井浩明
- 福原秀雄 飾 軍醫

1970年11月25日
- 緒形拳 飾 三島由紀夫・45歳
- 塩野谷正幸 飾 「楯之會」學生長・森田必勝
- 三上博史 飾 「楯之會」隊員・小賀正義（日语：小賀正義）
- 立原繁人（日语：徳井優） 飾 「楯之會」隊員・古賀浩靖
- 珍雅·富田 飾 「楯之會」隊員・小川正洋（日语：小川正洋）
- 織本順吉（日语：織本順吉） 飾 陸上自衛隊東部方面総監・益田兼利（日语：益田兼利）陸将
- 江角英明（日语：江角英明） 飾 副官（澤本泰治三等陸佐）
- 穂高稔（日语：穂高稔） 飾 一等陸佐（総監部防衛副長・吉松秀信一等陸佐）

金閣寺
- 坂東三津五郎（日语：坂東三津五郎_(10代目)） 飾 溝口
- 佐藤浩市 飾 柏木
- 萬田久子（日语：萬田久子） 飾 遊女・真理子
- 沖直美（日语：沖直美） 飾 女
- 高倉美貴（日语：高倉美貴） 飾 女
- 辻伊万里（日语：辻伊万里） 飾 遊廓女將
- 笠智眾 飾 和尚（公開版本和視訊版本刪減，僅在DVD版本出現）

鏡子之家
- 澤田研二 飾 舟木收
- 左幸子 飾 收的母親
- 乌丸节子 飾 光子
- 仓田保昭 飾 武井
- 横尾忠则 飾 山形夏雄
- 李麗仙（日语：李麗仙） 飾 清美
- 平田滿（日语：平田満） 飾 悪漢

奔馬
- 永島敏行 飾 飯沼勲
- 池部良 飾 尋問官
- 誠直也（日语：誠直也） 飾 劍道教師
- 勝野洋 飾 堀中尉
- 根上淳 飾 蔵原武介
- 井田弘樹（日语：井田弘樹） 飾 井筒

## 製作
電影的劇本根據三島由紀夫的三部作品改編，並使用了了第二部長篇小說《假面的告白》中的兩個片段，一段包括展示年輕的三島對基督教殉道者《圣巴斯弟盎的殉教》的畫作感到性興奮，另一個是年輕的三島在軍事徵兵體檢時故意誇大自己的疾病，這兩個場景在小說中都有呈現。另外一本小說《禁色》則描述了一個同性戀男子與一名女性結婚的故事，但三島的遺孀拒絕了這本小說的使用。然而，負責此部作品導演保羅·許瑞德想要展示一個展現三島自戀和性別模糊的書，因而選擇《鏡子之家》作為替代。《鏡子之家》包含四個同等重要的故事情節，共有四位主角，但導演只選擇與三島最相關的一個故事。
電影採用各種色彩調色板來區分故事框架、回憶和三島小說中的場景：1970年的場景以自然色調拍攝，回憶採以黑白色調，《金閣寺》以金色和綠色為主，《鏡子之家》以粉紅和灰色為主，而《奔馬》則以橙色和黑色為主。其電影的製作工作於1984年2月開始。 攝影師約翰·貝利則指導了日本工作人員安排日本導演五社英雄的電影《天下無敵》的放映會，這被視為該電影的重要參考資料。
罗伊·施奈德是原始電影版本和早期VHS發行版本的旁白。 在2001年的DVD發行版本中，施奈德的旁白被一位未署名的演員的旁白所取代。2008年的DVD重新發行版本包含了施奈德和替代旁白（以及日本版的緒形拳旁白）。在亞馬遜的評論中，導演解釋道說2001年版本的旁白為造錯誤，該旁白為保羅·賈斯明所獻聲。
電影最終以三島的自殺作結尾（實際上比切腹儀式所規定的時間要長）。他的知己森田並無法砍下三島的頭，也未能按照儀式自殺。因此第三名成員斬下了兩人的頭後，然後陰謀家們毫無抵抗地投降了。羅傑·伊伯特贊同施拉德決定不以血腥細節展示自殺，他認為這會破壞電影的氛圍。然而，由於三島的遺孀抵制以及極右翼團體對三島被描繪成同性戀者的反對，該電影最終從東京國際電影節撤回，日本電影製作人協會主席岡田茂曾表示，「如果做《三島》這樣的電影，右翼會反對並引起騷動，從第一天開始就會陷入大混亂。」。製片人山本又一郎則向岡田反駁道：「我們不能向右翼屈服，尤其是在國際電影節上。」，儘管如此，但電影最終從未在日本正式發行。
三島的角色最初打算由高仓健飾演，同時也是高倉他向保羅·施拉德提出的，然而卻因同一團體的壓力使得高倉不得不退出劇組。在1992年凱文·傑克森發表的訪談中，施拉德談到了他的電影仍未在日本上映的事實：「由於（三島）太過爭議。...當三島去世時，人們曾說道「給我們十五年，我們會告訴你我們對他的看法」，但現在已經過去了十五年，他們仍然不知道該說什麼。三島已經成為一個非話題。」。
施拉德認為《三島》是他執導過最好的電影。「作為一名編劇，我會選《計程車司機》，但作為一名導演，我會選擇《三島》。」

### 音樂
《三島》的音樂配樂由菲利普·格拉斯作曲，由克羅諾斯弦樂四重奏演奏。1985年，Nonesuch Records發行了一張黑膠唱片和CD專輯。

## 評價
根據影評聚合網站爛番茄的73條評論，《三島》獲得了79%的好評率，平均評分為7.6/10。 評論一致認為：「施拉德的《三島》是一部充滿熱情的電影，雖然在完整地描繪作者一生方面省略了一些內容，但其前衛的結構、石岡瑛子的製作設計和菲利普·格拉斯的震撼配樂讓人眼前一亮。」在2013年的電影指南中，倫納德·馬爾丁稱該片為「一部雄心勃勃、高度風格化的劇情片」，並補充說它冗長、困難，但令人著迷。」，2007年，罗杰·埃伯特將該片列入了他的「偉大電影」名單，稱其為「寫作和構建的一次勝利。電影的非傳統結構… …以完美的清晰度展現，邏輯自然顯現。」
《Time Out》的克里斯·皮曼特表示：「施拉德可能最終實現了他與主角一起尋求的暴力變形；這部電影擁有最終劍的所有儀式鋒利和美麗……沒有什麼可以與之相比。」
《三島》的評價也引起了賛否兩論，在電影界引起了討論及批判。從三島文學研究的角度來看，有評論認為它是一部將三島小說中的片段集合起來的作品，試圖在一部電影中表現小說家的思想與小說中人物的關係，被認為是一種大膽的嘗試，電影也被評為在世界電影粉絲中普及三島由紀夫的存在。
在戛納國際電影節的第二天，各家報紙報導稱：「從三島開始，身著楯之會軍服的人們的形象非常美麗。這部作品凝聚了三島的一切。」（尼斯・馬坦報），「發現了一種罕見的風格。這是本次所有作品中最雄心勃勃的作品。」（法國・索瓦爾報）等報導，包括國際先驅論壇報等都刊登讚揚的文章。然而，利貝拉西翁報卻皮肉地評論道：「施拉德導演做了『三島式的自決』。」對此，有評論認為，這是由於完全不關心三島文學的記者所作的負面評價。

## 獎項
該片於1985年5月15日在坎城影展首映，並獲得了最佳藝術貢獻獎。

## 另見
- 《11·25自決之日（日语：11・25自決の日_三島由紀夫と若者たち）》（2012年）

## 外部連結
- 互联网电影数据库（IMDb）上《三島由紀夫：人間四幕》的资料（英文）
- AllMovie上《三島由紀夫：人間四幕》的资料（英文）
- 爛番茄上《三島由紀夫：人間四幕》的資料（英文）
- Mishima: Pen and Sword （页面存档备份，存于） an essay by Kevin Jackson at the Criterion Collection